# بانا أودفاردي
بانا أودفاردي (مواليد 28 سبتمبر 1998) هي لاعبة تنس محترفة مجرية، أعلى تصنيف لها في الفردي كان ال81 في أبريل 2022.

## روابط خارجية
- بانا أودفاردي على موقع رابطة محترفات التنس (الإنجليزية)
- بانا أودفاردي على موقع الاتحاد الدولي لكرة المضرب (الإنجليزية)
- بانا أودفاردي على موقع كأس بيلي جين كينغ (الإنجليزية)
- بانا أودفاردي على موقع بطولة ويمبلدون (الإنجليزية)
- بانا أودفاردي على موقع خلاصة التنس.كوم (الإنجليزية)
- بانا أودفاردي على موقع إي إس بي إن.كوم (الإنجليزية)